# Sinje
Sinje ist ein weiblicher Vorname aus dem Skandinavischen. Der Name kommt weiterhin aus dem Italienischen oder Niederdeutschen. Sin bedeutet Sonne und je kennzeichnet die Verkleinerungsform. Der Name bedeutet also kleine Sonne. Namenstag ist der 11. März.

## Bekannte Namensträgerinnen
- Sinje Dillenkofer (* 1959), deutsche Bildende Künstlerin und Fotografin
- Sinje Irslinger (* 1996), deutsche Schauspielerin

## Weitere Formen
- Sinja